# Nekrolog 1763
Nekrolog
◄◄
| ◄
| 1759
| 1760
| 1761
| 1762
| 1763 | 1764 | 1765 | 1766 | 1767 | ► | ►►
Weitere Ereignisse | Allgemeiner Nekrolog 1763
Die Beschreibung der verstorbenen Person sollte so kurz wie möglich gehalten sein und nur deren signifikante Tätigkeit(en) enthalten.
Neue Namen ggf. auch unter dem Geburts- und Sterbedatum, also etwa unter 1. Januar und im Geburts- und Sterbejahr (2024) eintragen (nur bei entsprechender großer Wichtigkeit). Für Beispiele siehe die schon vorhandenen Artikel.
Außerdem über die fünf zuletzt Verstorbenen, zu denen es einen ausreichend guten Artikel für eine Präsentation auf der Hauptseite gibt, nach der todesbedingten Überarbeitung der Artikel ggf. auch unter Wikipedia Diskussion:Hauptseite informieren und sie am besten auch in den anderen Wikipedia-Sprachversionen eintragen. Tipp: Regelmäßig bei news.google.de nach „ist tot“, „gestorben“ oder „verstorben“ suchen.
Wenn eine Person gestorben ist, gibt es viele Seiten zu dieser Person in der Wikipedia, die davon auch betroffen sind und entsprechend aktualisiert werden müssen. Beispiele: Namenübersichtsseite, Geburtsjahr, Geburtsort-Seiten und viele mehr.
Wie finde ich die betroffenen Seiten?
Im Suchfeld auf der linken Seite gibt man den Suchbegriff so ein: „Vorname Nachname“. Dann klickt man auf Volltext und alle Seiten mit entsprechendem Suchtext werden aufgerufen. Hier sieht man dann schnell, wo auch das Todesjahr Sinn macht oder sogar ein Teil des Artikels angepasst werden muss. Auch hilft das „Werkzeug“ auf der linken Seite sehr gut, um solche Seiten aufzufinden: „Links auf diese Seite“. Somit ist die Wikipedia wieder aktuell in allen Bereichen! Hinweis: bei Eintragung der Kategorie „Gestorben JAHR“ wird der Missbrauchsfilter 49 ausgelöst, was jedoch nicht schlimm ist. Siehe: Spezial:Missbrauchsfilter/49
Dies ist eine Liste von im Jahr 1763 verstorbenen bekannten Persönlichkeiten. Die Einträge erfolgen innerhalb der einzelnen Daten alphabetisch sortiert. Tiere sind im Nekrolog für Tiere zu finden.

## Januar
| Tag           | Name                             | Beruf, bekannt als                                                     | Alter | Beleg |
| ------------- | -------------------------------- | ---------------------------------------------------------------------- | ----- | ----- |
| Anfang Januar | Clemente Romani                  | italienischer Sprachmeister                                            |       |       |
| 2. Januar     | Jakob Heinrich von Balthasar     | deutscher evangelischer Theologe, Generalsuperintendent von Vorpommern | 72    |       |
| 2. Januar     | John Carteret, 2. Earl Granville | britischer Staatsmann                                                  | 72    |       |
| 3. Januar     | Josep Antoni Martí               | spanischer Komponist des Barock                                        |       |       |
| 11. Januar    | Caspar Abel                      | Historiker und plattdeutscher Dichter                                  | 86    |       |
| 11. Januar    | Giovanni Benedetto Platti        | italienischer Oboist und Komponist                                     | 65    |       |
| 13. Januar    | Johann Michael Hartung           | deutscher Orgelbauer                                                   | 54    |       |
| 13. Januar    | Mary Toft                        | englisches Hausmädchen, das als „Hasenfrau“ zum Medienereignis wurde   |       |       |
| 15. Januar    | Everhard Jodokus Kannegießer     | Bürgermeister in Brilon und Gewerke                                    | 54    |       |
| 17. Januar    | Johann Jacob Möllinger           | deutscher Uhrmacher                                                    | 67    |       |
| 18. Januar    | Girolamo Colonna di Sciarra      | italienischer Kardinal der römisch-katholischen Kirche                 | 54    |       |
| 19. Januar    | Theresia Zechner                 | österreichische Ordensgründerin                                        | 65    |       |
| 23. Januar    | Johann Hieronymus Kniphof        | deutscher Arzt und Botaniker                                           | 58    |       |
| 23. Januar    | Jean-François Oeben              | deutscher Ebenist                                                      | 41    |       |
| 25. Januar    | Jérôme Besoigne                  | jansenistischer Schriftsteller                                         |       |       |
| 27. Januar    | Anton Ulrich                     | Herzog von Sachsen-Meiningen (1743–1763)                               | 75    |       |
| 27. Januar    | Johann Theodor von Bayern        | Bischof von Regensburg, Freising und Lüttich, Kardinal                 | 59    |       |
| 29. Januar    | Johan Ludvig von Holstein        | Kanzler von Dänemark; Kunst- und Literatursammler                      | 68    |       |
| 29. Januar    | Louis Racine                     | französischer Dichter                                                  | 70    |       |
| 30. Januar    | Karl Wilhelm von Gemmingen       | baden-durlachscher Kammerherr und Grundherr in Maienfels               |       |       |
| 30. Januar    | Johann Theodor Möller            | Kupferindustrieller                                                    | 57    |       |

## Februar
| Tag         | Name                      | Beruf, bekannt als                                            | Alter | Beleg |
| ----------- | ------------------------- | ------------------------------------------------------------- | ----- | ----- |
| 1. Februar  | Carl Friedrich Trier      | sächsischer Jurist und Bürgermeister von Leipzig              | 72    |       |
| 2. Februar  | Emmanuel Héré             | Lothringer Architekt                                          | 57    |       |
| 2. Februar  | Josias I.                 | Graf zu Waldeck-Bergheim                                      | 66    |       |
| 6. Februar  | Carl von Holstein         | dänischer Staatsmann                                          | 62    |       |
| 11. Februar | William Shenstone         | britischer Schriftsteller und Gärtner                         | 48    |       |
| 12. Februar | Gottfried Heinrich Bach   | Sohn Johann Sebastian Bachs                                   | 38    |       |
| 12. Februar | Pierre Carlet de Marivaux | französischer Schriftsteller                                  | 75    |       |
| 26. Februar | Kurt Friedrich von Flanß  | preußischer Generalmajor und Chef des Dragoner-Regiment Nr. 3 |       |       |
| 26. Februar | Friedrich III.            | Markgraf von Brandenburg-Bayreuth                             | 51    |       |

## März
| Tag      | Name                                        | Beruf, bekannt als                                                   | Alter | Beleg |
| -------- | ------------------------------------------- | -------------------------------------------------------------------- | ----- | ----- |
| 1. März  | Karl Philipp Franz zu Hohenlohe-Bartenstein | deutscher Reichsgraf                                                 | 60    |       |
| 2. März  | Johann Gottfried Bauer                      | deutscher Rechtswissenschaftler                                      | 68    |       |
| 2. März  | Baldassare Cenci                            | italienischer Kardinal der Römischen Kirche                          | 52    |       |
| 5. März  | William Smellie                             | schottischer Arzt                                                    | 66    |       |
| 9. März  | Peter de Weerth                             | deutscher Politiker, Bürgermeister von Elberfeld                     | 68    |       |
| 18. März | Mathias Andersen Fersleff                   | norwegisch-dänischer Kaufmann und Politiker                          |       |       |
| 20. März | Maximilian Hellmann                         | österreichischer Musiker und Cymbalspieler                           | 60    |       |
| 23. März | Franz Guasco                                | österreichischer Feldzeugmeister                                     |       |       |
| 24. März | Catherine Charlotte De la Gardie            | schwedische Gräfin und Hofdame                                       | 39    |       |
| 28. März | Johann Franz von Boltenstern                | deutscher Richter                                                    | 63    |       |
| 29. März | Johann Friedrich von Merkatz                | preußischer Oberst, Chef des Schlesischen Artilleriekorps            |       |       |
| 30. März | Ridolfino Venuti                            | italienischer Antiquar, Archäologe, Numismatiker und Kunsthistoriker | 57    |       |
| 31. März | Abraham Darby II                            | englischer Eisenfabrikant und Erfinder                               | 52    |       |
| 31. März | Marco Foscarini                             | 117. Doge von Venedig (1762–1763)                                    | 67    |       |

## April
| Tag       | Name                          | Beruf, bekannt als                                                                            | Alter | Beleg |
| --------- | ----------------------------- | --------------------------------------------------------------------------------------------- | ----- | ----- |
| 1. April  | Giovanni Battista Alfieri     | piemontesischer General                                                                       | 66    |       |
| 2. April  | Johann Georg Bschorer         | deutscher Bildhauer                                                                           | 71    |       |
| 4. April  | Johann Georg Roederer         | deutscher Mediziner                                                                           | 36    |       |
| 5. April  | Charles Erskine, Lord Tinwald | englischer Jurist, Richter und Politiker                                                      |       |       |
| 7. April  | Benedykt Chmielowski          | polnischer Enzyklopädist                                                                      | 63    |       |
| 9. April  | Georg Christoph Sturm         | deutscher Architekt und Braunschweiger Hofbaumeister                                          |       |       |
| 11. April | Ignatius Gumpp                | deutscher Benediktiner, Theologe, Prior, Propst und Geschichtsschreiber                       |       |       |
| 12. April | Giuseppe Spinelli             | italienischer Kardinal und Präfekt der Propaganda-Kongregation                                | 69    |       |
| 13. April | Christian Zell                | deutscher Cembalobauer                                                                        |       |       |
| 14. April | Friedrich Wilhelm von Rex     | königlich-polnischer und kurfürstlich-sächsischer Generalleutnant und Chef der Karabinergarde |       |       |
| 15. April | Fjodor Grigorjewitsch Wolkow  | russischer Theaterbegründer, Schauspieler und Regisseur                                       | 34    |       |
| 16. April | Paul Wilhelm Schmid           | deutscher Rechtswissenschaftler                                                               | 58    |       |
| 18. April | Franz Anton Bustelli          | Schweizer Bildhauer und Modellierer                                                           | 40    |       |
| 18. April | Jean Jacques Coulin           | Schweizer Goldschmied                                                                         | 39    |       |
| 19. April | Ann Smith Franklin            | britische Druckerin und Verlegerin im kolonialen Neuengland                                   | 66    |       |
| 23. April | Adam Ludwig von Wuthenau      | königlich-polnischer und kurfürstlich-sächsischer Kammerherr                                  | 56    |       |
| 24. April | Charles-Étienne Pesselier     | französischer Autor, Dichter, Poet, Finanzier und Enzyklopädist                               | 50    |       |
| 27. April | Johann Georg Üblhör           | deutscher Stuckateur und Bildhauer                                                            | 60    |       |
| April     | Richard Mudge                 | englischer Komponist der Frühklassik                                                          |       |       |

## Mai
| Tag     | Name                             | Beruf, bekannt als                                                                           | Alter | Beleg |
| ------- | -------------------------------- | -------------------------------------------------------------------------------------------- | ----- | ----- |
| 3. Mai  | George Psalmanazar               | französischer Hochstapler                                                                    |       |       |
| 5. Mai  | Heinrich Wilhelm von Schönberg   | königlich-polnischer und kurfürstlich-sächsischer Kreishauptmann und Rittergutsbesitzer      | 40    |       |
| 11. Mai | Natalja Fjodorowna Lopuchina     | russische Hofdame                                                                            | 63    |       |
| 13. Mai | Cuffy                            | Nationalheld von Guyana                                                                      |       |       |
| 13. Mai | August Christian von Witzendorff | deutscher Jurist, Hofrichter im Herzogtum Sachsen-Lauenburg und Domdekan im Hochstift Lübeck | 58    |       |
| 19. Mai | Franz Albert Schultz             | deutscher lutherischer Theologe                                                              | 70    |       |
| 20. Mai | Georg Sebastian Urlaub           | deutscher Barockmaler                                                                        | 78    |       |
| 24. Mai | Friedrich Karl von Hardenberg    | deutscher Diplomat und Gartenarchitekt                                                       | 67    |       |
| 28. Mai | Jacob Hochbrucker                | Harfenist, Zupfinstrumentenbauer, Geigenbauer und Lautenmacher                               |       |       |
| 28. Mai | Diego Silang                     | philippinischer Ilokano-Aufständischer                                                       | 32    |       |

## Juni
| Tag      | Name                                                            | Beruf, bekannt als                                                         | Alter | Beleg |
| -------- | --------------------------------------------------------------- | -------------------------------------------------------------------------- | ----- | ----- |
| 1. Juni  | Johann Caspar Vogler                                            | deutscher Komponist                                                        | 66    |       |
| 4. Juni  | Johann Friedrich Karl von Ostein                                | Erzbischof und Kurfürst von Mainz und Bischof von Worms                    | 73    |       |
| 6. Juni  | Joachim Wilhelm von Ahlimb                                      | preußischer Oberst                                                         | 62    |       |
| 6. Juni  | Johann Kaspar Hagenbuch                                         | Schweizer Theologe, Altertumsforscher und Hochschullehrer                  | 62    |       |
| 9. Juni  | Tiberius Lambergen                                              | niederländischer Mediziner und Botaniker                                   |       |       |
| 11. Juni | Camillo Paolucci                                                | italienischer Geistlicher, päpstlicher Diplomat und Kardinal               | 70    |       |
| 13. Juni | Johann Matthias Gesterding                                      | deutscher Jurist und Bürgermeister von Greifswald                          | 71    |       |
| 15. Juni | Cristóbal Gregorio VI. Portocarrero Osorio Villalpando y Guzmán | spanischer Botschafter in London (1731–1736)                               | 70    |       |
| 15. Juni | Joseph Maria von Thun und Hohenstein                            | Fürstbischof von Passau                                                    | 50    |       |
| 23. Juni | Christian von Friis zu Friisenborg                              | königlich dänischer Generalmajor und Chef des Oldenburger Reiter-Regiments | 72    |       |
| 29. Juni | Hedvig Charlotta Nordenflycht                                   | schwedische Schriftstellern                                                | 44    |       |

## Juli
| Tag      | Name                      | Beruf, bekannt als                                                   | Alter | Beleg |
| -------- | ------------------------- | -------------------------------------------------------------------- | ----- | ----- |
| 3. Juli  | Michael Christian Göring  | deutscher Verwaltungsbeamter und Industrieförderer                   | 68    |       |
| 11. Juli | Peter Forsskål            | finnischer Naturkundler und Orientalist                              | 31    |       |
| 16. Juli | Jacques-Martin Hotteterre | französischer Komponist und Instrumentenbauer                        | 89    |       |
| 20. Juli | Johan Stensson Rothman    | schwedischer Mediziner, Lehrer sowie Privatlehrer von Carl von Linné | 79    |       |

## August
| Tag        | Name                                 | Beruf, bekannt als                                                                               | Alter | Beleg |
| ---------- | ------------------------------------ | ------------------------------------------------------------------------------------------------ | ----- | ----- |
| 9. August  | Johann Daniel Hardt                  | deutscher Gambist und Komponist                                                                  | 67    |       |
| 12. August | Olof von Dalin                       | schwedischer Dichter, Schriftsteller, Satiriker und Historiker                                   | 54    |       |
| 12. August | Peter Gerwin von Franken-Siersdorf   | Generalvikar in Köln                                                                             | 61    |       |
| 14. August | Giovanni Battista Somis              | italienischer Violinist und Komponist                                                            | 76    |       |
| 19. August | Karl August Friedrich                | Fürst von Waldeck-Pyrmont (1728–1763)                                                            | 58    |       |
| 21. August | Diedrich von Bartels                 | deutscher Kaufmann, Ratsherr der Hansestadt Lübeck und Gutsbesitzer                              |       |       |
| 21. August | Richard Ward                         | nordamerikanischer Politiker, 22. Gouverneur der Kolonie Rhode Island and Providence Plantations | 74    |       |
| 21. August | Charles Wyndham, 2. Earl of Egremont | britischer Adliger und Politiker                                                                 | 53    |       |
| 29. August | Georg Wilhelm Bauernfeind            | deutscher Zeichner und Kupferstecher                                                             | 34    |       |

## September
| Tag           | Name                                                | Beruf, bekannt als                                                                                                   | Alter | Beleg |
| ------------- | --------------------------------------------------- | --- | ----- | ----- |
| 2. September  | Jean-Charles Frontier                               | französischer Historienmaler                                                                                         | 62    |       |
| 7. September  | Georg Ludwig von Schleswig-Holstein-Gottorf         | Adeliger, preußischer Generalleutnant, Chef eines Dragonerregiments sowie kaiserlich russischer Generalfeldmarschall | 44    |       |
| 8. September  | Augustin Mengelberg                                 | deutscher Zisterziensermönch und Abt                                                                                 | 52    |       |
| 8. September  | Johann von Mühlen                                   | Hessen-kasselscher Generalmajor                                                                                      | 60    |       |
| 12. September | Johann Joseph Couven                                | Barock-Baumeister | 61    |       |
| 13. September | Friedrich Wilhelm von Salmuth genannt Beringer      | preußischer Generalmajor, Verteidiger von Geldern (1757)                                                             |       |       |
| 14. September | Johann Philipp Sack                                 | deutscher Komponist und Tastenspieler                                                                                | 40    |       |
| 14. September | Hans Bastian III. von Zehmen                        | königlich-polnischer und kursächsischer Hof-, Justiz- und Appellationsrat                                            | 72    |       |
| 18. September | Clara Francisca Antonetta von Westerholt zu Lembeck | Äbtissin im Stift Freckenhorst                                                                                       |       |       |
| 20. September | Gabriela Silang                                     | philippinische Revolutionärin                                                                                        | 32    |       |
| 24. September | Eleonore Margarete von Hessen-Homburg               | Dekanissin in Herford                                                                                                | 84    |       |
| 26. September | John Byrom                                          | englischer Schriftsteller und der Reformator der englischen Stenografie                                              | 71    |       |

## Oktober
| Tag         | Name                                              | Beruf, bekannt als                                    | Alter | Beleg |
| ----------- | ------------------------------------------------- | ----------------------------------------------------- | ----- | ----- |
| 5. Oktober  | August III.                                       | König von Polen und Kurfürst von Sachsen              | 66    |       |
| 5. Oktober  | Anton Clemens Lünenschloß                         | deutscher Maler und Stuckateur                        | 85    |       |
| 11. Oktober | Anna Victoria von Savoyen                         | Prinzessin von Sachsen-Hildburghausen                 | 80    |       |
| 11. Oktober | Hans Carl zu Carolath-Beuthen                     | freier Standesherr in Schlesien                       | 75    |       |
| 15. Oktober | Martin Walther                                    | deutscher Kunstschreiner                              |       |       |
| 22. Oktober | Frans van Mieris der Jüngere                      | niederländischer Genre- und Bildnismaler und Radierer | 73    |       |
| 24. Oktober | Seraphinus Melcher                                | Generalminister der Kapuziner                         | 70    |       |
| 26. Oktober | Johann Moritz Gustav von Manderscheid-Blankenheim | Bischof von Wiener Neustadt, Erzbischof von Prag      | 87    |       |
| 27. Oktober | Lorenz Natter                                     | deutscher Gemmenschneider und Medailleur              | 58    |       |
| 28. Oktober | Heinrich von Brühl                                | sächsischer Premierminister                           | 63    |       |
| 28. Oktober | Monnō                                             | japanischer Mönch und Gelehrter                       |       |       |
| 31. Oktober | Johann Karl Acoluth                               | deutscher Mediziner und Apotheker                     | 63    |       |

## November
| Tag          | Name                                  | Beruf, bekannt als                                          | Alter | Beleg |
| ------------ | ------------------------------------- | ----------------------------------------------------------- | ----- | ----- |
| 1. November  | Michael Jacob Bagewitz                | deutscher evangelischer Theologe und Liederdichter          | 64    |       |
| 5. November  | Christoph Schaffrath                  | deutscher Komponist, Cembalist und Musiktheoretiker         |       |       |
| 10. November | Joseph François Dupleix               | französischer Generalgouverneur in Indien                   | 66    |       |
| 23. November | Johann Baptist Gunetzrhainer          | Hofbaumeister im Kurfürstentum Bayern                       |       |       |
| 23. November | Antoine-François Prévost              | französischer Schriftsteller                                | 66    |       |
| 23. November | Friedrich Heinrich von Seckendorff    | kaiserlicher Feldmarschall und Diplomat                     | 90    |       |
| 24. November | Thomas Seitz                          | deutscher Barockbildhauer und Stuckator                     | 80    |       |
| 27. November | Isabella von Bourbon-Parma            | Prinzessin von Bourbon-Parma und Erzherzogin von Österreich | 21    |       |
| 27. November | Louis-Philippe de Rigaud de Vaudreuil | französischer Admiral                                       | 72    |       |
| November     | Andrzej Abramowicz                    | Kastellan von Brest                                         |       |       |
| November     | Giovanni Claudio Pasquini             | italienischer Librettist                                    |       |       |

## Dezember
| Tag          | Name                                | Beruf, bekannt als                                                                                          | Alter | Beleg |
| ------------ | ----------------------------------- | --- | ----- | ----- |
| 8. Dezember  | Christoph Friedrich Bruno           | preußischer Landrat                                                                                         |       |       |
| 9. Dezember  | Ludwig von Aulack                   | preußischer Oberstleutnant, Kommandeur eines Grenadierbataillons, Oberforstmeister des Herzogtums Magdeburg |       |       |
| 13. Dezember | Giuseppe Maria Buonaparte           | korsischer Politiker                                                                                        | 50    |       |
| 17. Dezember | Friedrich Christian                 | Kurfürst von Sachsen                                                                                        | 41    |       |
| 17. Dezember | Gottlieb Heymüller                  | deutscher Bildhauer                                                                                         |       |       |
| 17. Dezember | George Bogislaus Staël von Holstein | schwedischer Feldmarschall und Gouverneur                                                                   | 78    |       |
| 17. Dezember | Yi Ik                               | koreanischer Politiker und neokonfuzianischer Philosoph                                                     | 82    |       |
| 21. Dezember | Chariton Prokofjewitsch Laptew      | russischer Polarforscher und Marineoffizier                                                                 |       |       |
| 21. Dezember | Georg Philipp Wenger                | deutscher Baumeister                                                                                        |       |       |
| 23. Dezember | Jakob Damian                        | österreichischer Leinwandhändler                                                                            | 81    |       |
| 25. Dezember | Suraj Mal                           | Maharaja von Bharatpur                                                                                      | 56    |       |
| Dezember     | Franz Schuch der Ältere             | deutscher Schauspieler österreichischer Herkunft                                                            |       |       |

## Datum unbekannt
| Tag | Name                               | Beruf, bekannt als                                                | Alter | Beleg |
| --- | ---------------------------------- | ----------------------------------------------------------------- | ----- | ----- |
|     | David Vincenz von Braunschweig     | preußischer Landrat                                               |       |       |
|     | Cao Xueqin                         | chinesischer Autor                                                |       |       |
|     | Dokhar Shabdrung Tshering Wanggyel | tibetischer Gelehrter, Autor und Politiker                        |       |       |
|     | Laurent Durand                     | französischer Verleger, Autor                                     |       |       |
|     | Theophilus Wilhelm Frese           | deutscher Bildhauer                                               |       |       |
|     | Johann Glocker                     | deutscher Maler                                                   |       |       |
|     | Johann Michael Gschray             | preußischer Generalmajor und Chef eines Freikorps                 |       |       |
|     | José Herrando                      | spanisch-valencianischer Violinist und Komponist                  |       |       |
|     | Ernst Georg von Kalckreuth         | königlich preußischer Oberst und Chef des Garnisonsbataillons XII |       |       |
|     | Gottlieb Korn                      | deutscher Glockengießer                                           |       |       |
|     | Christian Müller                   | deutsch-niederländischer Orgelbauer                               |       |       |
|     | Karl Wilhelm Sachs                 | deutscher Arzt                                                    |       |       |
|     | Johann Martin Schmidt              | deutscher Baumeister des Barock und Rokoko                        |       |       |
|     | Robert Symmer                      | schottischer Physiker                                             |       |       |
|     | Ignaz von Törring                  | deutscher Militär, Feldmarschall Bayerns                          |       |       |
|     | Veli Pascha von Delvina            | albanischer Großgrundbesitzer und osmanischer Pascha              |       |       |
|     | Bernhard Friedrich von Hülsen      | preußischer Oberst und Regimentschef                              |       |       |
|     | Reiner Wirl                        | deutscher Bildhauer                                               |       |       |
|     | Johannes Wülfing                   | Bürgermeister von Elberfeld                                       |       |       |